# Peter Lougheed
Edgar Peter Lougheed (ur. 26 lipca 1928 w Calgary, zm. 13 września 2012 tamże) – kanadyjski polityk, premier prowincji Alberta z ramienia Konserwatywno-Progresywnej Partii Alberty.

## Życiorys
Był synem Edgara i Edny Bauld, miał w rodzinie tradycje polityczne – jako wnuk Jamesa Lougheeda, senatora i ministra w rządzie federalnym. Studiował na University of Alberta, uzyskując bakalaureaty sztuk (1951) i prawa (1952). Był działaczem organizacji studenckich, zajmował się także aktywnie sportem, występując w drużynach futbolowych University Golden Bears Intercollegiate Football Club i Edmonton Eskimos. W 1954 uzyskał dyplom MBA na Harvardzie. Przez jakiś czas prowadził praktykę prawniczą w Calgary, a w 1956 podjął pracę w przedsiębiorstwie budowlanym Mannix Corporation, gdzie był m.in. wiceprezydentem i dyrektorem. W 1962 powrócił do zawodu prawnika, zakładając własną kancelarię Lougheed, Ballem and McDill.
W 1965 włączył się aktywnie w życie polityczne prowincji. Wybrany został przewodniczącym Konserwatywno-Progresywnej Partii (Stowarzyszenia) Alberty, a w 1967 po raz pierwszy wybrano go do zgromadzenia legislacyjnego prowincji. Pełnił wówczas funkcję lidera opozycji. W 1971 poprowadził swoją partię do zwycięstwa wyborczego, zdobywając 49 foteli na 70 w parlamencie. 10 września tegoż roku powołany został na premiera Alberty. Uczynił z partii progresywno-konserwatywnej wiodącą lokalną siłę polityczną, prowadząc ją do kolejnych zwycięstw wyborczych w 1975, 1979 i 1982 (i utrzymując stanowisko premiera); partia nieprzerwanie pozostawała u władzy do końca jego życia. Jako szef rządu Lougheed kładł nacisk na wykorzystanie zasobów naturalnych Alberty do rozwoju prowincji, dążył do wzmocnienia pozycji prowincji w kraju, prowadził działania na rzecz instytucji nauki, ochrony zdrowia, rekreacji. Zainicjował starania Calgary o uzyskanie praw gospodarza zimowych igrzysk olimpijskich. Cieszył się opinią ojca nowoczesnej Alberty, a w 2012 został uznany przez grupę ekspertów politycznych za najlepszego szefa rządu prowincjonalnego w ostatnim czterdziestoleciu.
Ze stanowiska premiera Alberty zrezygnował 1 listopada 1985, przekazując tekę Donowi Getty'emu, a w lutym 1986 złożył również mandat w zgromadzeniu legislacyjnym. Zasiadał w radach nadzorczych i komitetach doradczych szeregu firm i instytucji publicznych, był też m.in. przewodniczącym honorowym komitetu organizacyjnego igrzysk w Calgary i kanclerzem Queen’s University w Kingston. W latach 1991–1996 reprezentował Kanadę w forum współpracy kanadyjsko-japońskiej. Otrzymał kilka doktoratów honoris causa, tytuły honorowego wodza indiańskiego, został przyjęty do galerii sław medycyny kanadyjskiej. Jego imię nadano m.in. parkowi prowincjonalnemu w Kananaskis oraz skrzydłu szpitala w Calgary. Był odznaczony Orderem Kanady.
21 czerwca 1952 poślubił Jeanne Rogers, z którą miał czworo dzieci. Zmarł 13 września 2012 w Calgary, ostatnie dni życia spędził w szpitalu swojego imienia.